# Macaranga sterrophylla
Macaranga sterrophylla là một loài thực vật có hoa trong họ Đại kích. Loài này được L.M.Perry mô tả khoa học đầu tiên năm 1953.